# 博克托
博克托，出身蒙古科爾沁部，姓博爾濟吉特氏，科爾沁左翼前旗札薩克多羅冰圖郡王孔果爾之女，清太祖努爾哈赤壽康太妃浩善之姐妹。原本被送給努爾哈赤，後因不明原因成為努爾哈赤第十二子已革和碩英親王阿濟格的繼妻。

## 生平
博克托為蒙古科爾沁部出身，她是科爾沁左翼前旗札薩克多羅冰圖郡王孔果爾的女兒，同時亦是清太祖努爾哈赤側妃博爾濟吉特氏與清太宗皇太極孝端文皇后哲哲的堂姐妹、清聖祖康熙帝慧妃的姑祖母。博克托至少有三個兄弟（巴敦、額參、額泰）和一個姐妹（努爾哈赤壽康太妃浩善）:143。
根據《太祖實錄》的記載，天命八年五月十七日，「蒙古廓兒沁部孔課里貝勒送女來」，努爾哈赤命令債桑孤台吉、都督台吉到六十里外宴迎，入城復設大宴，「與阿吉格台吉為妃」。然而，《舊滿洲檔》對此卻有另一個截然不同的記載，這份史料稱天命八年五月十七日，赴往科爾沁的使者滿達爾漢回來稟告努爾哈赤稱孔果爾貝勒之女將被她的兄長送來。翌日，齋桑古阿哥、多鐸阿哥、索海總兵官與達爾漢副將率領努爾哈赤之巴牙喇侍衛等，在六十里外屠殺兩隻牛迎接他們。五月二十日，孔果爾貝勒之子穆齋台吉將他的妹妹「送於汗」，因此努爾哈赤諸位福晉率領諸媳，殺牛羊，出東京城，在五里外設宴迎接款待他們。入城之後，努爾哈赤率領諸位貝勒、大臣前往八角殿，「送來之新福晉」入殿叩見努爾哈赤，並在謁見後「坐於二福晉之間」。
崇德元年（1636年）十一月初七日，「科爾沁部博克托」被冊封為多羅武英郡王之「多羅嫡福晉」，而在《愛新覺羅宗譜》中，博克托則被記為「繼妻科爾沁博爾濟吉特氏，
炳圖郡王孔果洛之女」。
目前已知博克托至少為阿濟格生有三個兒子和五個女兒。天命九年五月，生阿濟格之長女郡主（即果毅公兼領侍衛內大臣遏必隆之妻）。天聰二年十二月十六日戌時，生阿濟格次子已革奉恩鎮國公傅勒遜。天聰四年三月，生阿濟格之次女（即杜爾伯特部台吉扎穆索之妻），天聰五年四月，生阿濟格之第三女（即博爾濟吉特氏台吉噶布拉之妻）。天聰八年九月十九日亥時，生阿濟格第五子樓親，天聰九年六月二十二日子時，生阿濟格第六子墨爾遜。崇德元年四月，生阿濟格之第四女（即翁牛特部杜棱郡王博多和之福晉），崇德二年七月，生阿濟格之第五女（即武英殿大學士明珠之嫡妻）。
順治六年三月，攝政王多爾袞到山西大同視察軍隊時，「和碩英親王兩福金俱出痘薨」，多爾袞便讓阿濟格回家看望，但阿濟格說：「王躬攝大政，正在為國不遑之際，若不乘此效力，更於何時？今余不復希冀富貴，但以丈夫重名譽，欲佐命效力，俾後世垂名史冊，爾以妻死之故，棄大事而歸，有是理乎？」 多爾袞聞言贈予阿濟格鞍轡、名馬二匹，以示嘉獎，未知博克托是否即為其中一位於順治六年出痘病逝的和碩英親王福晉。